# Dirk Vansina (schrijver)
Desiderius Maria Cornelia Ludovicus (Dirk) Vansina (Antwerpen, 25 mei 1894 – Leuven, 16 januari 1967) was een Vlaams schrijver en kunstschilder. Als auteur schreef hij gedichten, essays en toneelwerk. Hij was ook redacteur van verschillende tijdschriften. Hij was een Vlaams katholiek voorman die een rol speelde in de culturele vleugel van de Vlaamse Beweging tijdens het Interbellum.

## Familie
Dirk Vansina werd op 25 mei 1894 als Desiderius Vansina geboren te Antwerpen. Zijn moeder Maria Theresia van Goubergen hield een kunstborduurwerkatelier in de Keizerstraat te Antwerpen, producent van liturgische gewaden, kerkvanen en grote kunstvlaggen voor verenigingen. Hij was de broer van Maria-Theresia de Moor-Van Sina Dirk Vansina huwde met Suzanna Verellen, dochter van een tabaksproducent.

## Carriere
Vansina studeerde handel in het Sint-Jan Berchmanscollege te Antwerpen, met de bedoeling om – gezien hij de enige zoon in het gezin was – het kunstborduurwerkatelier van zijn ouders over te nemen.
Daartoe volgde hij privétekenles bij Samuel De Vriendt, zoon van Juliaan De Vriendt, en volgde hij een opleiding schilderen aan de Koninklijke Academie voor Schone Kunsten te Antwerpen in de klas van portretschilder baron Isidoor Opsomer. Daarna studeerde Vansina in Brussel Oosterse en Egyptische kunst.

Na de Eerste Wereldoorlog werkte hij een tijd in de zaak van zijn ouders tot hij verhuisde naar Gooreind, waar hij een steenbakkerij overnam. In 1930 nam hij in Antwerpen de zaak van zijn ouders over.
Gedurende de oorlog weigerde hij in nationaalsocialistische cultuurorganisaties actief te worden. Hij bleef echter bevriend met priester Cyriel Verschaeve, aan wiens sterfbed hij stond in Solbad Hall (Tirol) in 1949.
Vansina lag aan de basis van tijdschriften zoals De Pelgrim en Volk.

## Werk
Vansina was redacteur bij diverse culturele bladen waaronder het gezaghebbende “Dietsche Warande en Belfort” waarvan hij na de dood van Jules Persyn een tijd hoofdredacteur was. Hij gaf het kunsttijdschrift “Volk” uit tot het uitbreken van de Tweede Wereldoorlog.
Dirk Vansina leverde de bindteksten voor enkele IJzerbedevaarten.
Hij was medestichter van de Pelgrimbeweging, het Vlaams Volkstoneel en Pro Deo, een beweging die ijverde voor het behoud van het gewijde karakter in de moderne religieuze kunst in al haar uitingen, van kerkbouw tot illustraties.
In 1965 verscheen zijn vijfdelig Verzameld Werk dat een overzicht geeft van zijn voornaamste werk. Het bevat een selectie bevat van de verzen in verschillende dichtbundels gepubliceerd in de jaren 20 en 30 vanaf Louteringsvuur, ontstaan in de loopgraven van de Eerste Wereldoorlog, die Vansina als oorlogsvrijwilliger meemaakte. Verder bevat het een selectie van toneelstukken die, op het historische Chiëti na, diepreligieuze leesdrama’s zijn. Vansina beschouwde De sage van Kai-Roi als zijn beste werk op dit gebied.
Zijn belangrijkste werk zijn z’n essays die terecht opgemerkt en hoog gewaardeerd werden.
De enige roman die Vansina publiceerde was De zoektocht van Elkerlyc.
Zijn schilderijen, pastels en tekeningen behandelen bij voorkeur religieuze thema’s. Het bijzondere Dagboek van het front, uit louter tekeningen bestaand, bleef bewaard als een schrijnend document.
Dat hij als tekenaar talent had, mag blijken uit het feit dat hij op de wereldtentoonstelling van 1930 in Antwerpen een gouden medaille mee naar huis mocht nemen voor een reeks houtskooltekeningen.

## Publicaties

### Literaire Werken
- De kroon van doornen (1917)
- De tragedie van God en mens (1917-1931)
- De deemstering der zielen (1919-1924)
- Het boek der liefde (1927)
- Het liederboek van Elckerlyc (1938)
- Sage van Kai Roi (1940)
- Philips van Chiëti (1941)
- Liederen van dwaas begeren (1943)
- De Vlaamse primitieven (1949)
- Liefdesgetijden (1950)
- Ontraadselde beelden (1951)
- De zoektocht van Elkerlyc (1958), roman
- Verzameld scheppend werk en essays (6 delen) (1961-1965)

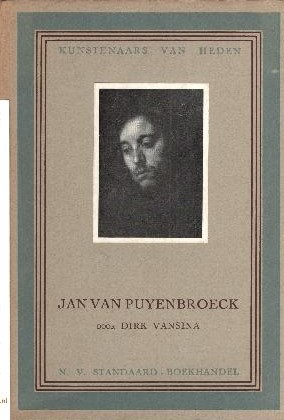
Boek over de schilder Van Puyenbroeck

### Essays
- Hölderlin (1943, herschreven in 1963)
- Jan Van Puyenbroeck (1943)
- Verschaeve getuigt, biografie over Cyriel Verschaeve (1944)
- Pascal (1954)
- Verschaeve getuigt (1956)
- Dostojewski (1964)
- Het wezen der kunst. Deze beknopte studie was bedoeld als voorpublicatie van het groots opgezette werk dat hij niet meer kon voltooien.

## Bekroningen
Vansina werd met verschillende eretekens onderscheiden en met prijzen vereerd:
- 1928: Prijs voor Literatuur van de provincie Antwerpen;
- 1930: Gouden Medaille voor Schilderkunst op de wereldtentoonstelling te Antwerpen voor zijn houtskooltekeningen;
- 1955: Prijs Scriptores Catholici voor zijn essay over Pascal;
- 1957: Eerste Cyriel Verschaeveprijs van het Jozef Lootensfonds voor zijn werk “Verschaeve getuigt” (1956);
- 1959: Treedt op in het “Aktiecomité ter vrijwaring van de christelijke waardigheid in de religieuze kunst“;
- 1964: Ereteken van Ridder in de Kroonorde op de jaarvergadering van Kunstenaars voor de Jeugd.